# 港千尋
港千尋（日语：／ Minato Chihiro，1960年9月25日—）是一名日本攝影師和攝影評論家，現任多摩美術大學美術學部教授。弟弟港大尋是一名音樂家。
神奈川縣藤澤市出身。畢業於早稻田大學政治經濟學部政治學科。

## 榮譽
- 1997年 《記憶-「創造」與「想起」之力》獲三得利学芸賞（社会・風俗部門）[1]。
- 2006年 写真展「市民の色 chromatic citizen」獲第31回伊奈信男賞（尼康沙龍）[1]。

## 著作
- 《文字的眾母親：活版印刷之旅》（文字の母たち Le Voyage Typographique），2007
- 《革命的做法：從318太陽花看公民運動的創造性》（革命のつくり方 台湾ひまわり運動―対抗運動の創造性），2014